# Обревиль, Андре
Андре Обревиль (фр. André Aubréville, 1897 — 1982) — французский ботаник.

## Биография
Андре Обревиль родился в 1897 году.
С 1951 по 1952 год Обревиль занимал пост президента Ботанического общества Франции.
Он внёс значительный вклад в ботанику, описав множество видов семенных растений.
Андре Обревиль умер в 1982 году.

## Научная деятельность
Андре Обревиль специализировался на семенных растениях.

## Некоторые публикации
- Laure Tardieu-Blot; André Aubréville; Henri Humbert; Henri Lecomte; Jean-F Leroy. Nyssaceae, Cornaceae, Alangiaceae. Paris: Muséum National d’Histoire Naturelle. Laboratoire de Phanérogamie, 1968[4].
- Klaus Kubitzki; André Aubréville; Henri Humbert; Henri Lecomte; Jean-F Leroy. Hernandiaceae. Paris: Muséum National d’Histoire Naturelle. Laboratoire de Phanérogamie, 1970[4].
- Michèle Lescot; André Aubréville; Henri Humbert; Henri Lecomte; Jean-F Leroy. Flacourtiaceae, Bixaceae, Cochlospermaceae. Paris: Muséum National d’Histoire Naturelle. Laboratoire de Phanérogamie, 1970[4].
- André Aubréville; Henri Humbert; Henri Lecomte; Jean-F Leroy; Ph Morat. Ochnacées, Onagracées, Trapacées, Balanophoracées, Rafflésiacées, Podostémacées, Tristichacées. Paris: Muséum National d’Histoire Naturelle. Laboratoire de Phanérogamie, 1973[4].
- André Aubréville; Henri Humbert; Henri Lecomte; Jean-F Leroy; Ph Morat. Sabiacées à Cornacées. Paris: Masson, 1908—1923[4].
- André Aubréville; Henri Humbert; Henri Lecomte; Jean-F Leroy; Ph Morat. Caprifoliacées à Apocynacées. Paris: Masson, 1922—1933[4].
- André Aubréville; Henri Humbert; Henri Lecomte; Jean-F Leroy; Ph Morat. Chénopodiacées à Cycadacées. Paris: Masson, 1910—1931[4].

## Роды растений, названные в честь А. Обревиля
- Aubregrinia Heine, 1960 (также в честь Франсуа Пеллегрена)
- Aubrevillea Pellegr., 1933[6]